# Acetobacter aceti
Acetobacter aceti is een soort van azijnzuurbacteriën behorende tot het geslacht Acetobacter.
Acetobacter aceti is de typesoort van het geslacht. De bacterie is gramnegatief en beweegt zich voort door middel van een flagellum. Louis Pasteur bewees in 1864 dat deze bacterie de oorzaak was van de omzetting van ethanol naar azijnzuur. Het is een goedaardig micro-organisme dat alom aanwezig is in het milieu, in alcoholbevattende ecologische niches, bloemen, vruchten, bijen, alsook in water en bodems. De bacterie leeft waar fermentatie van suikers optreedt en groeit het best bij temperaturen tussen 25 en 30°C en een pH-waarde die varieert tussen 5,4 en 6,3. De bacterie wordt al sinds lange tijd gebruikt in de fermentatie-industrie om azijnzuur te produceren uit alcohol. Acetobacter aceti is obligaat aeroob, wat betekent dat hij zuurstof nodig heeft om te groeien.

## Ondersoorten
- Acetobacter aceti aceti (Pasteur 1864) De Ley and Frateur 1974
- Acetobacter aceti liquefaciens (Asai 1935) De Ley and Frateur 1974
- Acetobacter aceti orleanensis (Henneberg 1906) De Ley and Frateur 1974
- Acetobacter aceti xylinus (Brown 1886) De Ley and Frateur 1974